# Okręg Szkolny Śląski
Okręg Szkolny Śląski - jeden z okręgów szkolnych w PRL, utworzony 1946 roku rozporządzeniem Rady Ministrów z dnia 5 września 1946 roku, o utworzeniu okręgu szkolnego śląskiego z siedzibą kuratora w Katowicach.

Na podstawie ustawy z 4 czerwca 1920 r. o tymczasowym ustroju szkolnym, wyszło rozporządzenie Rady Ministrów z 5 września 1946 roku, o okręgach szkolnych. Rozporządzenie to weszło w życie 9 października 1946 roku, i  utworzono Okręg Szkolny Śląski, obejmujący swoim zasięgiem województwo śląskie.
Kuratorami byli: Jan Smoleń (1945), Jerzy Berek, Oskar Kotula, Jan Płatek (1949)